# وان أحمد فيصل وان أحمد کمال
وان أحمد فيصل بن وان أحمد كمال (ملايو:Wan Ahmad Fayhsal Wan Ahmad Kamal) (مواليد 8 مايو 1987) - سياسي ماليزي ونائب وزير الوحدة الوطنية في إدارة الجبهة الوطنية تحت رئاسة رئيس الوزراء إسماعيل صبري يعقوب منذ أغسطس 2021.

## الحياة الشخصية
نشأ وتلقى التعليم الابتدائي في حي تامان ميلواتي، كوالالمبور قبل أن ينتقل إلى مدرسة سيلانجور للعلوم الثانوية، وهي مدرسة داخلية تركز على العلوم في تشيراس. حصل على درجة البكالوريوس في الهندسة الكيميائية من جامعة بتروناس للتكنولوجيا (UTP). تخرج من كلية لندن للاقتصاد وحصل على درجة الماجستير في الجغرافيا السياسية من كلية كينجز لندن. [بحاجة لمصدر]

## الحياة السياسية
تم تعيينه عضوًا في مجلس الشيوخ البرلمان الماليزي ، وكذلك نائبًا لوزير الشباب والرياضة في ماليزيا في عام 2020.